# Коста, Хауме
Хауме (Жа́уме) Висент Коста Хорда (исп. Jaume Vicent Costa Jordá; 18 марта 1988, Валенсия) — испанский футболист, левый защитник.

## Клубная карьера
Хауме Коста родился в Валенсии. За вторую команду клуба, «Валенсия В», он дебютировал в сезоне 2007/10, провёл 71 матч в котором забил четыре мяча, но в основной состав «Валенсии» так и не пробился. В сезоне 2009/10 игрок ушёл в аренду в клуб «Кадис» где не смог закрепиться в основном составе, по итогам сезона «Кадис» вылетел из Примеры. 3 августа 2010 года Хауме Коста переходит в клуб «Вильярреал». Дебютировал за основную команду 4 марта 2012 года в 26 туре против команды «Реал Сарагоса» и провёл на поле все 90 минут. После этого матча провёл в сезоне ещё 5 игр, а по итогам сезона «Вильярреал» вылетел из Примеры. В Сегунде стал игроком основы которым и является по сей день. Первый гол за «Вильярреал» забил 10 мая 2014 года против команды «Райо Вальекано», в этом матче «Вильярреал» победил со счётом 4:0. 30 августа 2013 года продлил контракт с клубом до июня 2017 года. За всю карьеру пока не получил ни одной прямой красной карточки и забил 13 автоголов.

## Достижения

### Командные
«Вильярреал»
- Победитель Лиги Европы УЕФА: 2020/21